# Черемшанка (Тюменцевский район)
Черемшанка — село в Тюменцевском районе Алтайского края. Административный центр Черемшанского сельсовета.

## География
Расположено на берегах реки Черемшанки (приток Кулунды). Абсолютная высота — 146 метров над уровнем моря.
Климат
Климат характеризуется как континентальный, с продолжительной холодной зимой и коротким тёплым летом. Средняя температура самого тёплого месяца (июля) составляет 18 — 20 °С (абсолютный максимум — 40 °С). Средняя температура самого холодного месяца (января) — −18 — −19 °С (абсолютный минимум — −52 °С). Годовое количество осадков — 300—350 мм. Продолжительность периода с устойчивым снежным покровом составляет 155 −160 дней.

## История
Основано в 1748 году. В 1926 году в селе имелось 454 хозяйства и проживало 2258 человек (1069 мужчин и 1189 женщин). В национальном составе населения того периода преобладали русские. Действовали школа I ступени, изба-читальня, народный дом и лавка общества потребителей. В административном отношении являлось центром Черемшанского сельсовета Тюменцевского района Каменского округа Сибирского края.

## Население
| 1926 | 1997 | 1998 | 1999 | 2000 | 2001 | 2002 | 2003 | 2004 | 2005 | 2006 |
| ---- | ---- | ---- | ---- | ---- | ---- | ---- | ---- | ---- | ---- | ---- |
| 2258 | ↘673 | ↗675 | ↘668 | ↘664 | ↗668 | ↘660 | ↗662 | ↘615 | ↘603 | ↘540 |
| 2007 | 2008 | 2009 | 2010 | 2011 | 2012 | 2013 |      |      |      |      |
| ↘539 | ↗559 | ↘555 | ↘498 | ↘493 | ↘474 | ↘465 |      |      |      |      |

Национальный состав
Согласно результатам переписи 2002 года, в национальной структуре населения русские составляли 90 %.